# Марчук, Михаил Иванович
Михаи́л Ива́нович Марчу́к (1891, д. Ораш, Гродненская губерния — 29.7.1938, Москва) — деятель ВКП(б), 1-й секретарь Организационного бюро ЦК ВКП(б) по Краснодарскому краю. Входил в состав особой тройки НКВД СССР. Депутат Совета Союза Верховного Совета СССР I-го созыва.

## Биография
Михаил Иванович Марчук родился 1891 году в деревне Ораш Гродненской губернии. Участвовал в Первой мировой войне. В 1918 году вступил в РККА, затем заведовал Сасовским волостным финансовым отделом. Далее перешёл на партийную работу, став заведующим Организационным отделом, а позже ответственным секретарём Елакомского уездного комитета РКП(б). С 1923 года по 31.12.1924 года работал начальником Рязанского губернского отдела ГПУ.
- 1925—1929 годы — ответственный секретарь Сасовского уездного комитета РКП(б), заместитель председателя Рязанского губернской контрольной комиссии ВКП(б).
- 1929—1930 годы — заместитель председателя Рязанской окружной контрольной комиссии ВКП(б).
- 1930—1932 годы — учёба в Коммунистическом университете имени Я. М. Свердлова.
- 1932-5.1935 годов — помощник секретаря Закавказского краевого комитета ВКП(б), инструктор Московского городского комитета ВКП(б).
- 5.1935-8.1937 годы — 1-й секретарь Дмитровского районного комитета ВКП(б).
- 5.1935-8.1937 годы — секретарь комитета ВКП(б) строительства канала Москва-Волга.
- 8-10.1937 год — председатель Исполнительного комитета Ивановского областного Совета. Этот период отмечен вхождением в состав особой тройки, созданной по приказу НКВД СССР от 30.07.1937 № 00447[1] и активным участием в сталинских репрессиях[2].
- 10-11.1937 год — 2-й секретарь Организационного бюро ЦК ВКП(б) по Краснодарскому краю, а с 11.1937 по 5.1938 годы — 1-й секретарь Организационного бюро ЦК ВКП(б) по Краснодарскому краю[3].

## Завершающий этап
Арестован 6 мая 1938 г. Приговорён к ВМН ВКВС СССР 29 июля 1938 г.
Обвинялся в шпионаже. Расстрелян в день вынесения приговора на Коммунарке. Реабилитирован в октябре 1956 г. определением ВКВС СССР за отсутствием состава преступления.

## Награды
- 14.7.1937 — орден Ленина, за выдающиеся успехи в деле строительства канала Москва — Волга.